# Kořenov
Kořenov (deutsch Bad Wurzelsdorf) ist eine Gemeinde im Isergebirge im Liberecký kraj in Tschechien. Sie entstand 1960 durch den Zusammenschluss der Gemeinden Polubný, Příchovice, Rejdice und Jizerka.

## Geografie

### Lage
| Jindřichovice pod Smrkem (Heinersdorf an der Tafelfichte) | Bílý Potok pod Smrkem (Weißbach)        | Świeradów-Zdrój (Bad Flinsberg) Polen                          |
| Tanvald (Tannwald)                                        |                                         | Szklarska Poręba (Schreiberhau) Polen Harrachov (Harrachsdorf) |
| Velké Hamry (Großhammer)                                  | Zlatá Olešnice u Tanvaldu (Woleschnitz) | Paseky nad Jizerou (Pasek)                                     |

### Verkehr

#### Eisenbahn
In Kořenov beginnen/enden zwei Bahnstrecken; die Bahnstrecke Jelenia Góra–Kořenov in östliche Richtung nach Jelenia Góra (Hirschberg) über den Neuweltpass sowie eine in westliche Richtung nach Liberec (Reichenberg) (→ Bahnstrecke Liberec–Kořenov).

#### Straße
Durch das Gemeindegebiet verlaufen die Europastraße 65 als Silnice I/10 sowie die Silnice II/290 (Frýdlant v Čechách (Friedland in Böhmen)–Poniklá).

## Geschichte

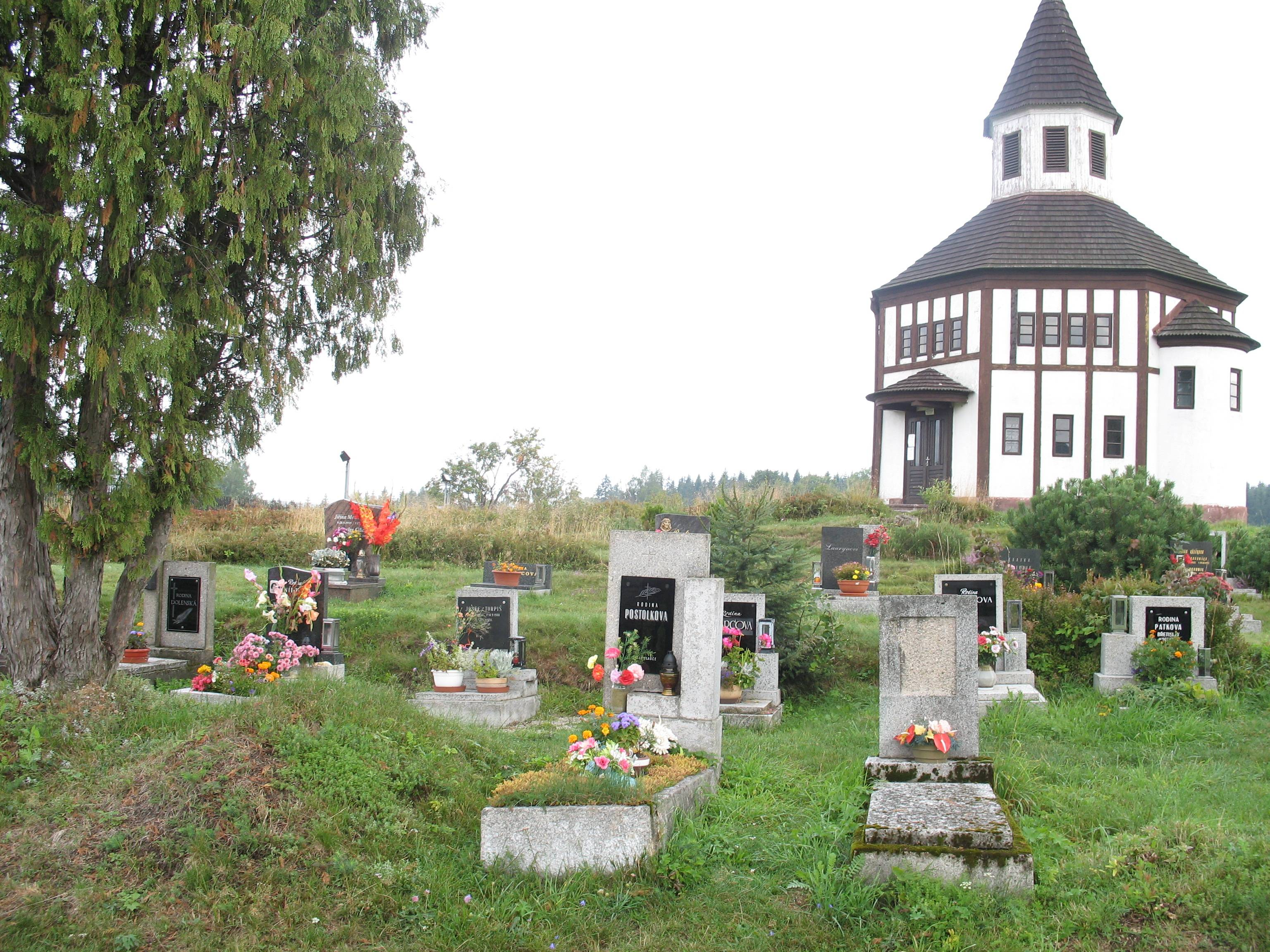
Kirche mit Friedhof in Tesařov

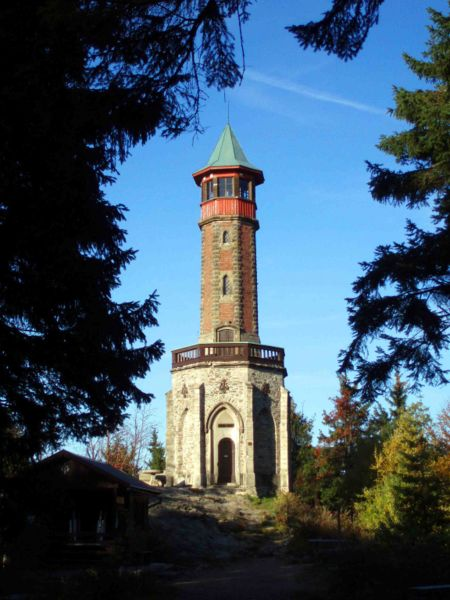
Štěpánka

Die ersten Siedler lebten hier Anfang des 16. Jahrhunderts von der Jagd und vom Fischfang, später nahmen sie die Berufe der Holzfäller oder Köhler an. 1577 gründete Paul Schierer im Ortsteil Reiditz eine Glashütte. Nach der Schlacht am Weißen Berg gelangte das Gebiet an Albrecht von Waldstein, der es an die Familie Desfours verkaufte. 1824 erwarb Fürst Rohan die Besitzungen.

### Hoffnungstal / Zieleniec
Im Jahre 1958 kam im Zuge eines Gebietsaustausches mit Polen im Gebiet der Einmündung der Mummel in die Iser die seit 1945 polnische Ortschaft Zieleniec zu Kořenov. Bis 1945 lag Zieleniec im schlesischen Teil des Riesengebirges und gehörte unter der Ortsbezeichnung Hoffnungstal zur preußischen Provinz Schlesien. Es entstand um eine Glashütte, die Karl Christian Preußler zusammen mit dem Schreiberhauer Glashändler Mattern und einem weiteren Anteilseigner errichtete. Die Hütte nahm am 5. Januar 1796 unter der Bezeichnung „Hoffnungstal“ ihren Betrieb auf und wurde 1799 um eine Schleifmühle erweitert. Wegen zunehmendem Schleichhandel mit böhmischem Glas, das illegal und unverzollt über die nahe Grenze gebracht wurde, kam es zu Absatzschwierigkeiten, aber auch zu Streitigkeiten unter den Anteilseignern, was sich auf die Qualität der Glaswaren ausgewirkt haben soll. Nach dem Tod Karl Christian Preußlers übernahm dessen Anteil 1805 sein Sohn Christian Benjamin Preußler. Nach einem Brand 1821 wurde die Hoffnungstalhütte wieder aufgebaut, jedoch ohne Beteiligung der Preußler. Mitte des 19. Jahrhunderts gehörte die Hütte den Brüdern Matterne. Zu dieser Zeit wurde von dem Magdeburger Chemiker Dr. Fuß ein hervorragendes Millefioriglas entwickelt und produziert. Fuß verbesserte auch das Verfahren zur Herstellung von Goldrubinglas. 1863 wurde die Hütte, die nicht mehr produktionsfähig war, vom Grundherrn Schaffgotsch erworben und erneuert. Wegen der ungünstigen Lage, die zu erhöhten Transportkosten führte, wurde die Hütte 1868 aufgelassen.

## Gemeindegliederung
Die Gemeinde Kořenov besteht aus den Ortsteilen Jizerka (Klein Iser, auch Wilhelmshöhe), Kořenov (Bad Wurzelsdorf), Polubný (Polaun), Příchovice (Stephansruh, auch Prichowitz) und Rejdice (Reiditz). Grundsiedlungseinheiten sind Dolní Kořenov (Unter Wurzelsdorf), Horní Kořenov (Oberwurzelsdorf), Jizerka, Nová Víska (Neudörfl), Počátky (Potschatek), Polubný, Příchovice (Stefansruh), Rejdice, Světlá (Swetla) und Tesařov (Schenkenhan). Zu Kořenov gehören zudem die Ansiedlungen
Martinovské Údolí (Martinstal), Na Kobyle (Kobelhäuser), Růžodol (Rosenthal), Údolí Nadeje (Hoffnungsthal), Václavíkova Studánka (Watzelsbrunn) und Zelené Údolí (Grünthal).
Das Gemeindegebiet gliedert sich in die Katastralbezirke Jizerka, Polubný, Příchovice u Kořenova und Rejdice.

## Partnergemeinden
- Szklarska Poręba, Polen
- Stara Kamienica, Polen

## Sehenswürdigkeiten
- Kirche des hl. Veit in Příchovice, Baubeginn 1824
- steinerner Aussichtsturm Hvězda (Štěpánka – Stephansturm) von 1847 in Příchovice
- Kirche des hl. Johannes des Täufers in Polubný
- Evangelische Bergkirche Schenkenhan in Tesařov (1909) von Otto Bartning. Der Grundstein wurde am 20. Mai 1909 gelegt, die Kirche nur wenige Monate später, am 20. Oktober 1909, geweiht. Nach dem Erlass der Beneš-Dekrete und der damit verbundenen Vertreibung der Deutschen aus der Tschechoslowakei 1945/1946 betreute die Herrnhuter Brüdergemeine aus Tanvald die Kirche. Der Herrnhuter Seniorat übernahm sie im Februar 2009. Seitdem findet besonders an hohen Festtagen das gottesdienstliche Leben statt. Nach denselben Plänen wurde 1930 bis 1931 die Dornbirner Heilandskirche errichtet.
- Tannwalder Zahnradbahn (Eisenbahnstrecke Tanvald – Kořenov)
- Misthaus in Jizerka

## Persönlichkeiten
- Christoph Schürer (um 1500 – um 1560), Glasmacher, Naturwissenschaftler
- Josef Anton Riedel (1862–1924), Industrieller und Erfinder[7]
- Franz Grundmann (1863–1921), deutschböhmischer Aktivist der sozialdemokratischen Arbeiterbewegung in der Österreichisch-Ungarischen Monarchie und Arbeiter-Schriftsteller und -Dichter. Lebte in Unter-Polaun.
- Rudolf Fischer (1880–unbekannt), tschechischer Politiker der deutschen Minderheit und böhmischer Landtagsabgeordneter
- Berthold Bartosch (1893–1968), Animator und Regisseur
- Walter Riedel (1895–1974), Industrieller in Kufstein/Tirol
- Rudolf Burkert (1904–1985), Skisportler
- Lubomír Štrougal (1924–2023, Veselí nad Lužnicí), ehemaliger Ministerpräsident der ČSSR
- Claus Josef Riedel (1925–2004), Glasdesigner und Unternehmer
- Werner Schinko (1929–2016), Maler, Grafiker und Buchillustrator
- Gustav Ginzel (1932–2008), Globetrotter und Bergsteiger
- Ladislav Rygl (1947–2024), Skisportler